# محطة الخور الأصفر للطاقة النووية

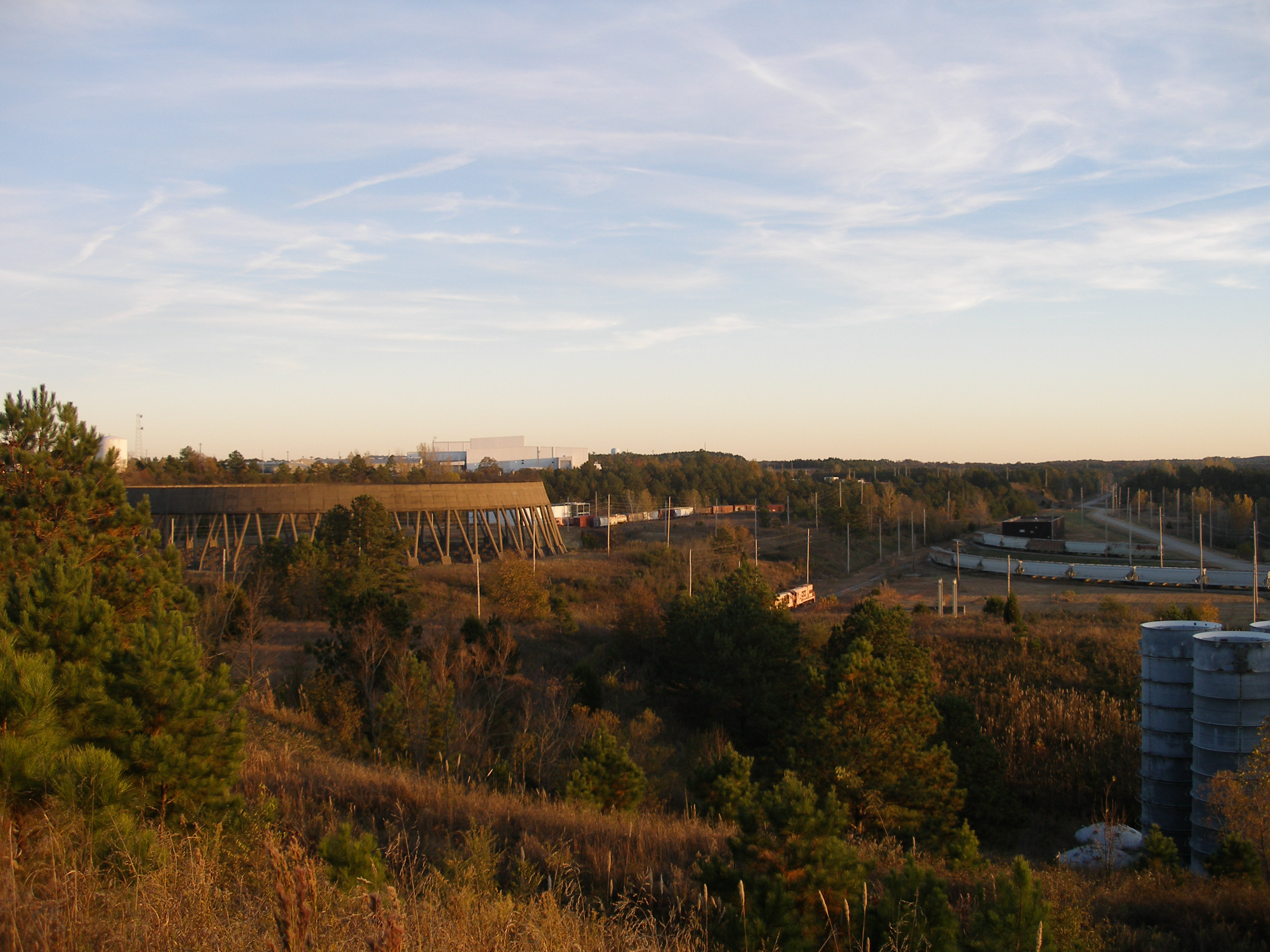
الموقع في 8 نوفمبر 2010

محطة الخور الأصفر للطاقة النووية هي محطة طاقة نووية تم إلغائها بالقرب من إيوكا بولاية ميسيسيبي.

## نبذة
كان من المخطط أن يكون هناك مفاعلان يعملان بقوة 1,350 ميجاوات وتم توفير مجموعة التوربينات البخارية بواسطة شركة جنرال اليكتريك.
كانت المفاعلات عبارة عن مفاعلات الماء المضغوط «نظام 80» التي بناها قسم هندسة الاحتراق في تشاتانوغا تينيسي حيث تم تركيب ثلاثة مفاعلات مماثلة في محطة بالو فيردي النووية في أريزونا.

## البناء
بدأ البناء في المفاعلات في عام 1978 ولكن في أغسطس عام 1984 ألغت سلطة وادي تينيسي رسميا بناء المفاعلات (مع اكتمال حوالي 30٪ من المحطة وتوقف البناء فعليا (بسبب تعليق العمل) في عام 1982) بسبب التكلفة لإنهاء البناء حيث ارتفع بشكل كبير وأيضا بسبب انخفاض الطلب على الكهرباء.

## وكالة ناسا
بعد إلغاء سلطة وادي تينيسي خضع الموقع المكتمل جزئيا والبنية التحتية المعمول بها بالفعل لإعادة الإعمار كموقع لناسا لبناء محركات صاروخية صلبة حيث اكتمل البناء بنحو 80٪ عندما سحب الكونغرس التمويل في عام 1993 وأدى إلغاء هذا المشروع إلى ارتفاع معدل البطالة في المنطقة.

## الوضع الراهن
اليوم لا تزال بعض المباني في الموقع بما في ذلك ما كان من المفترض أن يكون مفاعل ومبنى التوربينات المصاحبة وقاعدة دائرية لبرج تبريد المحطة.
الموقع قريب من ثلاثي مسيسيبي وألاباما وتينيسي في شبه جزيرة تحيط بها بحيرة بيكويك حيث تم الاستيلاء على الموقع بالكامل من قبل البحيرة.